# Secamone multiflora
Secamone multiflora är en oleanderväxtart som beskrevs av Joseph Decaisne. Secamone multiflora ingår i släktet Secamone och familjen oleanderväxter. Inga underarter finns listade i Catalogue of Life.